# Peabody Essex Museum
 (juillet 2023).
Le Peabody Essex Museum est un musée, situé dans la ville de Salem, dans l'État du Massachusetts, aux États-Unis.
Le musée contient des collections significatives sur l'art maritime, l'art décoratif américain, l'art asiatique d'exportation, l'art japonais, l'art coréen, l'art chinois, l'art américain indigène, l'art africain, et l'art contemporain indien. Il contient aussi des livres, manuscrits et éphémères rares, une collection comportant plus d'un demi million d'images rares et de cru[Quoi ?].

## Historique
Il est fondé en 1799 sous le nom « East India Marine Society » par un groupe de capitaines et subrécargues basés dans cette ville. Les membres de cette société devaient, selon les termes de la charte de la société, réunir les « curiosités naturelles et artificielles » qu'ils trouveraient, du Cap de Bonne-Espérance au Cap Horn.
En 1992, le Peabody Museum of Salem (le musée de Peabody de Salem) fusionne avec l'Essex Institute (l'institut d'Essex) pour former le Peabody Essex Museum (le musée de Peabody Essex).

## Architecture
Le musée possède 24 bâtiments et jardins.
L'ensemble des bâtiments compte les ailes et pavillons suivants : Daniel Bray House, Gilbert Chadwick House, Cotting-Smith Assembly House, Crowninshield-Bentley House, John Tucker Daland House, Derby-Beebe Summer House, East India Marine Hall, Gardner-Pingree House and Gardner-Pingree Carriage House, Lye-Tapley Shoe Shop, Dodge Wing du Peabody Essex Museum, Asian Export Art Wing du Peabody Essex Museum, Peirce-Nichols House, Samuel Pickman House, Plummer Hall, Quaker Meeting House, L. H. Rogers Building, Ropes Mansion, Andrew Safford House, Summer School Building, Vilate Young (Kinsman) House, et John Ward House.